# Robin Mulhauser
Robin Mulhauser (ur. 7 listopada 1991 w Fribourg) – szwajcarski motocyklista.

## Kariera
Przed dołączeniem do Dominique'a Aegertera w teamie Technomag carXpert, który bierze udział w MMŚ, Robin Mulhauser zaliczył jednorazowy występ w 2013 podczas Grand Prix Aragonii. Pierwsza styczność Szwajcara z motocyklem w ogóle miała miejsce w 2007 (szwajcarskie pocket bike'i), rok później był już zawodnikiem Mistrzostw Niemiec IDM 125cm3. Ostatnie dwa lata spędził w europejskich Superstockach 600 zajmując tam 7. miejsce.

## Statystyki

### Sezony
| Sezon | Klasa | Motocykl | Wyścigi | Zwycięstwa | Podia | PP | NO | Pkt. | Poz. |
| ----- | ----- | -------- | ------- | ---------- | ----- | -- | -- | ---- | ---- |
| 2013  | Moto2 | Suter    | 1       | 0          | 0     | 0  | 0  | 0    | NS   |
| 2014  | Moto2 | Suter    | 16      | 0          | 0     | 0  | 0  | 0    | NS   |
| 2015  | Moto2 | Kalex    | 18      | 0          | 0     | 0  | 0  | 1    | 28   |
| 2016  | Moto2 | Kalex    | 5       | 0          | 0     | 0  | 0  | 1*   | 27*  |
| Razem |       |          | 40      | 0          | 0     | 0  | 0  | 2    |      |

* – sezon w trakcie

### Starty
| Sezon | Klasa | Motocykl | 1      | 2      | 3      | 4      | 5      | 6      | 7      | 8      | 9      | 10     | 11     | 12     | 13     | 14     | 15     | 16      | 17      | 18     | Poz | Pkt |
| ----- | ----- | -------- | ------ | ------ | ------ | ------ | ------ | ------ | ------ | ------ | ------ | ------ | ------ | ------ | ------ | ------ | ------ | ------- | ------- | ------ | --- | --- |
| 2013  | Moto2 | Suter    | QAT    | AME    | SPA    | FRA    | ITA    | CAT    | NED    | GER    | IND    | CZE    | GBR    | RSM    | ARA 23 | MAL    | AUS    | JPN     | VAL     |        | 27  | 2   |
| 2014  | Moto2 | Suter    | QAT 22 | AME 24 | ARG 29 | SPA 27 | FRA 25 | ITA 30 | CAT 18 | NED 27 | GER 24 | IND 22 | CZE 30 | GBR 27 | RSM 29 | ARA 26 | JPN 28 | AUS DNS | MAL DNS | VAL 17 | NC  | 0   |
| 2015  | Moto2 | Kalex    | QAT 20 | AME 20 | ARG 23 | SPA 23 | FRA 20 | ITA 22 | CAT NU | NED 20 | GER 20 | IND 15 | CZE NU | GBR 23 | RSM NU | ARA 19 | JPN 23 | AUS NU  | MAL 19  | VAL 22 | 28  | 1   |
| 2016  | Moto2 | Kalex    | QAT 20 | ARG 22 | AME NU | ESP 15 | FRA 18 | ITA    | CAT    | NED    | GER    | AUT    | CZE    | GBR    | SMR    | ARA    | JPN    | MAL     | AUS     | VAL    | 27* | 1*  |

* – sezon w trakcie